# Iglesia Vaticana Castrense de San Francisco
La iglesia Vaticana Castrense de San Francisco, comúnmente conocida como iglesia de San Francisco, es un templo católico militar situado en la ciudad de San Fernando (Cádiz, España). La construcción de esta iglesia se remonta a finales del siglo XVIII, coincidiendo con la época de mayor auge de la Marina de Guerra en la localidad. Este edificio se encuentra en la calle Real, vía principal de esta ciudad, en la que se encuentran otras construcciones importantes de la misma.

## Historia
La iglesia de San Francisco tiene su origen hospicio-escuela de los padres franciscanos que prestaban servicios de culto desde 1765, aunque fue la Armada la que comenzó su construcción en el año 1785, fecha que corresponde a una época de oposición al barroco.

## Descripción
En la actualidad tiene planta de cruz latina de tres naves con crucero y cúpula sobre pechinas y bóveda de cañón.

### Pinturas
El templo acoge lo mejor de la pintura de la ciudad: posee un conjunto de diez óvalos que forma parte de un apostolado, obra de Muñoz de la Vega. Un cuadro del Milagro de la Porciúncula, atribuido a Carreño de Miranda, y tres cuadros de Mariano Salvador Maella, pintor de cámara del rey Carlos IV de España. La Inmaculada Concepción, San Carlos impartiendo la comunión entre los apestados de Milán y San Fernando recibiendo las llaves de Sevilla.

### Escultura
También posee un rico patrimonio en esculturas: una pequeña Santa Bárbara transformada en Inmaculada y que ha sido restaurada y devuelta al culto en su concepción original el 4 de diciembre de 2009, el Cristo de la Expiración de Cirartegui, los grupos escultóricos de La Caridad de Antonio Bey Olvera, natural de San Fernando y La Borriquita. También de gran valor histórico es la imagen de la Inmaculada Concepción, procedente del Arsenal de La Habana y que trajeron tras el desastre del 98, a la que llaman La Repatriada.